# بينجامين هرنانديز سيلفا
بينجامين هرنانديز سيلفا هو سياسي مكسيكي، ولد في 16 يونيو 1946 في ولاية واهاكا في المكسيك. نشط حزبياً في حزب الثورة الديمقراطية. وقد انتخب عضو مجلس النواب المكسيك ‏.